# وليم بيبي
وليم بيبي (بالإنجليزية: William Beebe)‏ كاتب وعالم أمريكي اختص في دراسة التاريخ الطبيعي، علم الطيور، علم الأحياء البحرية، علم الحشرات والاستكشاف. وُلد يوم 29 يوليو عام 1877 وتوفي يوم 4 يونيو عام 1962، يُذكر بيبي لعدد من البعثات الاستكشافية التي قام بها لصالح جمعية نيويورك لعلم الحيوان، ولاستخدامه الغواصة للغطس بالأعماق، ولكتاباته العلمية الكثيرة للقراء المتخصصين والعامة. 
وُلد بيبي في حي بروكلين بولاية نيويورك، وترعرع بمدينة أورانج الشرقية في ولاية نيوجيرسي، ترك بيبي دراسته الجامعية قبل أن يحصل على الشهادة، ليعمل في حديقة الحيوان المفتوحة حديثًا وقتها بنيويورك حيث كُلف برعاية الطيور هناك. صار بيبي متميزًا بسرعة في عمله بحديقة الحيوان، بفضل مهارته في تصميم مساكن الطيور، وبسبب عدد من البعثات الاستكشافية البحثية أيضًا التي قام بها مثل البعثة الاستكشافية حول العالم التي وثقت طائر «التُّدرُج». شكلت هذه البعثات أساسًا لأعمال بيبي الكتابية الضخمة، التي كانت موجهة للعامة وللمتخصصين مثل الكتاب الخاص ببعثته الاستكشافية لطائر التدرج بعنوان أفرودة طيور التدرج الذي نُشر على أربعة مجلدات في الفترة بين عامي 1918 و1922. مُنح بيبي درجة الدكتوراه الفخرية من جامعتي تافتس وكولغيت تقديرًا لجهوده البحثية خلال هذه البعثات.
بدأ بيبي في الاهتمام بعلم الأحياء البحرية خلال بعثاته التي قام بها، ووصل هذا الاهتمام لدرجة استخدامه غواصة للغطس إلى الأعماق عام 1930 برفقة المخترع أوتيس بارتون من ساحل برمودا. كانت هذه أول مرة يراقب فيها عالم أحياء الكائنات البحرية العميقة في بيئتها الأصلية، وأنشأ عددًا من السجلات المتتابعة لأعمق عملية غطس بشرية في ذاك الوقت، ظلت هذه العملية هي الأعمق إلى أن تعدى بارتون هذا العمق بعد 15 عامًا. ذهب بيبي بعد عمليات الغطس تلك لدراسة المناطق الاستوائية، وبدأ في التركيز على دراسة سلوك الحشرات. أسس بيبي محطةً لأبحاث المناطق الاستوائية في عام 1949 بجزيرة «ترينيداد» وأسماها «سيملا»، وما زالت سيملا تعمل حتى الآن وهي تابعة لمركز آسا رايت للطبيعة. استمر عمل بيبي البحثي بمحطة سيملا حتى فارق الحياة بعد صراع مع مرض الالتهاب الرئوي عام 1962 عن عمر ناهز 84 عامًا.
يُعتبر بيبي واحدًا من مؤسسي علم البيئة، ويُعتبر أيضًا واحدًا من كبار علماء القرن العشرين الأوائل الداعمين لحركة المحافظة على البيئة. وضع بيبي أيضًا عددًا من النظريات التي تشرح تطور الطيور، وتُعتبر الآن من النظريات الرائدة في وقتها خاصةً فرضيته في عام 1915 أن الطيور مرت بطور له أربعة أجنحة خلال مراحل تطورها، وأعطاها بيبي اسم «تيتراتيركس»، ودعم اكتشافُ حفرية «المايكرو رابتور» صحة هذه الفرضية في عام 2003.

## سيرته

### مطلع حياته والتعليم
وُلد تشارلز ويليام بيبي بمدينة بروكلين في ولاية نيويورك، وكان ابنًا لتشارلز بيبي الذي عمل مديرًا لإحدى الصحف الإخبارية. وكان له أخ أصغر يُدعى جون، توفي في طفولته، هذا بالرغم من تأكيد بعض المصادر على أنه كان الابن الوحيد لوالديه. انتقلت عائلته في بداية حياته إلى مدينة أورانغ الشرقية في نيوجيرسي حيث بدأ يُفتن هناك بالطبيعة الساحرة وبدأ يهتم برصد كل ما يراه وتوثيقه. كان للمتحف الأمريكي للتاريخ الطبيعي الذي افتُتح في نفس عام ميلاد بيبي أثر كبير على حياته في بدايتها، إذ عزز من حبه للطبيعة واستكشافها.
بدأ بيبي دراسته بمدرسة أورانج الشرقية الثانوية في سبتمبر عام 1891. وكان بيبي معروفًا قبل انضمامه لهذه المدرسة باسم «وليام بيبي» بالرغم من أنه لم يُسقط اسم تشالرز عنه بشكل رسمي قبل عام 1915. اهتم بيبي بصيد الحيوانات أثناء دراسته الثانوية، خاصةً بعد حصوله على أول بندقية صيد في سن السادسة عشر، ودرب نفسه على طرق تحنيط الحيوانات للحفاظ على ما يصطاده. حصل على بعض العينات التي يتعذر عليه اصطيادها بنفسه من أحد المحلات مثل محل «لاتين»، أو من خلال مقايضة العينات مع غيره من الصيادين. نُشر أول مقال لبيبي بطبعة يناير 1895 من مجلة «شباب هاربر» عندما كان يدرس في المدرسة الثانوية، وكان عبارة عن وصف لأحد أنواع الطيور المسماة «متسلق الشجر البني».
قُبل بيبي في جامعة كولومبيا عام 1896. وكان يقسم وقته أثناء دراسته الجامعية بين الجامعة والمتحف الأمريكي للتاريخ الطبيعي، الذي كان أغلب الباحثين العاملين فيه أساتذة بجامعته كولومبيا. درس بيبي لدى أستاذه بجامعة كولومبيا «هنري فارفيلد أوزبورن»، وكانت علاقتهما وطيدة، واستمرت حتى وفاة أوزبورن في عام 1935.
أقنع بيبي أساتذته أثناء دراسته بجامعة كولومبيا أن يدعموه هو ومجموعة من رفقائه في قيامهم بعدد من الرحلات البحثية لمقاطعة نوفا سكوشا حيث استمر بيبي في ممارسة هواية صيد الحيوانات وتجميعها هناك، بالإضافة إلى محاولته تصوير المشاهد الطبيعية النادرة والطيور والحيوانات الأخرى. اشترى عدد من أساتذة جامعة كولومبيا هذه الصور الملتقطة في تلك البعثات الاستكشافية من بيبي؛ ليعرضوها على الطلبة أثناء إلقائهم للمحاضرات. اهتم بيبي أيضًا خلال هذه الرحلات بعملية التجريف، وهي استخدام الشباك لسحب بعض الحيوانات التي تعيش في الأعماق تحت سطح الماء، وحاول بيبي دراسة هذه الكائنات قبل موتها أو تحللها. لم يطلب بيبي أبدًا الحصول على أي شهادة من جامعة كولومبيا، هذا بالرغم من حصوله على شهادة الدكتوراه الفخرية من جامعتي تافتس وكولغيت.

### عمله بحديقة حيوانات برونكس
دُعم فرانك تشابمان بيبي في نوفمبر عام 1897؛ فصار عضوًا عاملًا في جمعية علم الطيور الأمريكية. وفي الشهر التالي، ألقى بيبي محاضرته الاحترافية الأولى في علم الطيور على جمعية تُعرف باسم نادي العم «كليرنس بيرغن بوينت» الثقافي. وفي عام 1899 قرر بيبي التخلي عن دراساته بالجامعة بالرغم من إتمامه كل الدروس المطلوبة للحصول على شهادة بكالوريوس العلوم عدا دروس الرياضيات؛ بسبب دعوة أستاذه أوزبورن ليعمل في حديقة حيوانات برونكس. أثرت عدة عوامل على قراره هذا مثل حماسه الشديد للعمل في حديقة للحيوانات، وشعوره بثقل تكاليفه الدراسية على الحالة المادية لعائلته.
عُيّن أوزبورن بيبي بوظيفة أمين مساعد بقسم الطيور في الحديقة. وكانت من أهم مهامه في هذه الوظيفة أن ينتج الطيور ويربيها للحفاظ على أعدادها في الحديقة. صب بيبي كل اهتمامه على زيادة المكان المخصص للطيور في الحديقة، واقترح بناء مَطيَر ضخم بحجم ملعب لكرة القدم؛ فبُني هذا المطير بالفعل على الرغم من أنه كان بنصف الحجم الذي كان يريده بيبي. أثبت هذا المطير نجاحه بالرغم من الانتقادات التي وُجهت إليه واعتبرته قائمًا على فهم غير دقيق لاحتياجات الطيور.
عاد بيبي إلى مقاطعة نوفا سكوشا في عام 1901 خلال أول بعثة استكشافية تابعة لحديقة الحيوانات، هدفت هذه البعثة إلى جمع الكائنات البحرية عن طريق وسائل البحث والتجريف بتجمعات المد والجزر. ورُقي في العام التالي من وظيفة أمين مساعد إلى أمين لحديقة الحيوان، وظل شاغلًا لهذا المنصب حتى عام 1918. وخدم بعدها بمنصب أمين فخري بين عامي 1919 إلى 1962.
تزوج بيبي من ماري بلير رايس يوم 6 أغسطس عام 1902، وعُرفت ماري بلير باسمها القلمي «بلير نايلز». رافقت بلير زوجها بعدد من بعثاته الاستكشافية، وساعدته كثيرًا في كتابة مؤلفاته؛ بصفتها كاتبة. قرر بيبي وبلير أن يقضيا شهر العسل في رحلة أخرى إلى نوفا سكوشا، واعتبراها فرصة إضافية للبحث وجمع العينات.
ذهب الزوجان في فبراير التالي إلى جزر فلوريدا كيز في رحلة استكشافية؛ لأن بيبي كان يعاني من عدوى بالحلق واعتُقد أن المناخ الدافئ هناك سيكون مفيدًا لحالته الصحية. كانت هذه الرحلة هي أول رحلة لبيبي يرى فيها العالم الاستوائي ويُفتن بسحره. ذهب بيبي وبلير في بعثة استكشافية أخرى إلى الجزر الحاجزة في ولاية فيريجينا في يوليو عام 1903، بناءً على طلب المحامي لويس ويلتون الذي كان يعتبره مدير الحديقة ويليام تمبل هورناداي أحد المتبرعين المحتملين للحديقة. وصف بيبي هذه البعثة بأنها ثالث شهر عسل له مع زوجته بلير خلال هذه السنة بالرغم من كونها رحلة عمل خاصة بالحديقة التي يعمل بها.
نشر بيبي أكثر من 34 مقالًا وصورةً في نهاية عام 1903 عندما بلغ من العمر 26 سنةً. وانتُخب ليكون عضوًا بالجمعية الأمريكية لتقدم العلوم؛ تقديرًا لإسهاماته العلمية.

## أعماله وتأثيرها
كان ويليام بيبي عالمًا رائدًا في المجال المعروف الآن بعلم البيئة. وكانت نظريته التي نصت على أن دراسة الكائنات الحية يجب أن تُجرى وفق سياق الأنظمة البيئية التي تعيش بها جديدةً في ذاك الوقت ومؤثرةً بشكل كبير. وأصبحت الطريقة الجديدة التي ابتكرها لتحليل الكائنات بشكل منهجي في قطاع صغير من البيئة البرية طريقةً قياسية في هذا المجال. كان بيبي رائدًا أيضًا في علم المحيطات؛ إذ ألهم استخدامُه للغواصة (باثسفير) العديدَ من الباحثين.
ألف بيبي خلال حياته المهنية 800 مقالة، و21 كتابًا مثل كتاب أفرودة التدرج المكون من أربعة مجلدات. سُمي 64 حيوانًا تيمنًا باسمه، ووضع بيبي وصفًا لأحد أنواع الطيور الجديدة و87 نوعًا من الأسماك. كانت هذه الأوصاف التي وضعها للأسماك موضوعةً من قبل بالطريقة التقليدية في 83 نوعًا، بينما كانت الأوصاف التي وضعها على الأربعة الباقين قائمةً على مشاهدات بصرية مباشرة.

## وصلات خارجية
- وليم بيبي على موقع الموسوعة البريطانية (الإنجليزية)
- وليم بيبي على موقع مونزينجر (الألمانية)
- وليم بيبي على موقع إن إن دي بي (الإنجليزية)
- مؤلفات وليم بيبي في مشروع غوتنبرغ
- أعمال أو نبذة عن وليم بيبي على أرشيف الإنترنت